# Districte de Jhang
El districte de Jhang (ضلع جھنگ) és una divisió administrativa de la província de Panjab (Pakistan) amb capital a Jhang. La població (cens del 1998) és de 2.834.545 habitants i la superfície és de 8.809 km².

## Administració
Administrativament està format per tres tehsils: Ahmad Pur Sial, Jhang i Shorkot.

## Tribus
Les principals tribus i castes del districte són: Sheikh, Sheikh Ansari, Bhabhrana, Ghumnana, Dawana, Dab, Jabboana, Aheer, Arain, Awan, Balutxis, Bhatti, Bhojia Jats, Kohja Jats, Chadhar, Dhudhi, Gilotar, Gujars, Haral, Hanjra, Jhandir, Johiya, Kathia, Khokhar, Lali, Sipra, Mahra, Maghiana, Marral, Nauls, Nonari, Naswana o Nissowana, paixtus, Syed, Sial, Naul, Qureshi, Sangra, Shaliana, Sial, Sipra, Nalere, Syed i Thaheem.

## Geografia
El districte és pla i la terra apta pel cultiu excepte al nord amb derivacions de les muntanyes Kirana; la part occidental a l'oest del Jhelum és predesèrtica. Entre el riu Jhelum i el Chenab i ha també una derivació de les muntanyes Kirana. També hi passa el riu Ravi.

## Història
Al Mahabharata Sakala és esmentada com capital dels madres el noms dels quas persisteix en el de Madrades que es dona a una comarca. Els colons aris es van establir al turó on es va formar la fortalesa. A les llegendes budistes, Sagal apareix com metròpolis del rei Kusa, que es va enfrontar a set reis per la seva dona Prabhavati, i els crits del rei van espantar als seus enemics.
El districte fou teatre de la campanya d'Alexandre el Gran contra els mallis el 325 aC; Alexandre va suspendre la seva marxa cap al Ganges per atacar Sangala; la ciutat era forta tant per obres com per la natura i unes muralles defensaven els dos accessos pel llac; els macedonis van atacar i conquerir una posició a la part baixa de la serra de Mundapapura i van assetjar la ciutat, van destruir les muralles i la van assaltar. Shorkot ha estat identificada com una de les ciutats conquerides pels macedonis; el general Cunningham identifica Jhang amb la Sakala dels bramans, la Sagal budista i la Sagala esmnentada pels historiadors d'Alexandre; la muntanya ocupa una posició al límit del Gujranwala, rodejat per dos costat per una gran llacuna, abans un llac força fondo.
Després de la retirada grega el territori hauria estat dominat pels mauryes (vers 321-231 aC) el regne grec de Bactriana, el Regne Indopart i els Kushana o Indoescites. Vers el segle V fou conquerit pels huns heftalites, i la seva capital fou Sakala, que correspondria a Chiniot o Shahkot, un poble del districte de Gujranwala, o a Sialkot. En temps del peregrí xinès Hiuen Tsiang (vers 630) el territori formava part del regne de Tsehkia, la capital del qual era a Sakala, que aleshores tenia les fortificacions en estat de ruïna, i tenia un monestir budista de 100 monjos i dues estupes una d'elles suposadament construïda per Asoka. Al segle x apareix subjecte als reis bramins d'Ohind.
Sota l'Imperi Mogol fou part de la suba de Lahore. Era el territori de la tribu dels sials musulmans, que governaven la regió entre Shahpur i Multan, només nominalment dependents de l'imperi mogol; al segle xviii van caure en mans dels sikhs de Ranjit Singh. Els sials eren descendents de Rai Shankar de Daranagar, que havia emigrat a l'inici del segle xiii des del Doab del Ganges cap a Jaunpur; el seu fill Sial, el 1243 va abandonar Jaunpur i es va traslladar al Panjab que aleshores era assolat per les hordes mongoles; Sial es va trobar amb el famós santó musulmà Baba Farid al-Din Shakarganj de Pakpattan, l'eloqüencia del qual el va convertir a l'islam. Llavors es va establir per un temps a Sialkot on va construir un fort, i finalment es va establir i casar a Sahiwal (posterior districte de Shahpur). Aquesta història i la dels seus descendents podria ser llegendària. Manik, sisè descendent de Sial, va fundar Mankera el 1380; i el seu besnet Mai Khan va construir Jhang Sial a la vora del Chenab el 1462. Quatre anys després Mai Khan es va presentar a Lahore, on havia estat cridat, i va aconseguir el territori de Jhang com possessió hereditària, subjecte al pagament de tribut al tresor imperial (els Lodi). La seva família va seguir governant Jhang amb les habituals lluites internes, fins a l'inici del segle xviii.
Llavors els sikhs havien iniciat l'expansió al nord, i Karam Singh Dulu, un cap de la confederació Bhangi, havia conquerit Chiniot. El 1803 Ranjit Singh va conquerir Chiniot i va avançar cap a Jhang, però fou convençut de retirar-se per Ahmad Khan, el cap Sial, amb la promesa d'un tribut anual de 70.000 rúpies. Tres anys després Ranjit va retornar amb un exèrcit important i va ocupar la fortalesa després d'una forta resistència. Ahmad Khan va fugir a Multan i Ranjit va concedir els seus territoris al sardar Fateh Singh. Poc després Ahmad Khan va retornar amb un exèrcit que li havia facilitat el nawab Muzaffar Khan de Multan i va recuperar gran part dels seus antics dominis; Ranjit va acceptar que es mantingués al poder pagant l'antic tribut, ja que estava ocupat en altres afers. El 1810 Ranjit va atacar Multan sense èxit però va fer presoner a Ahmad Khan, al qual va acusar d'afavorir el nawab de Multan, i el va portar a Lahore, però finalment li va concedir un domini en jagir que aviat va passar al seu fill Inayat Khan. A la mort d'aquest el seu germà Ismail Khan va intentar obtenir la successió com a jagirdar però va fallar per l'oposició de Gulab Singh i el 1846 amb l'establiment de l'agència britànica a Lahore el districte va quedar al seu càrrec; el 1848 Ismail Khan va fer importants serveis als britànics pels que va rebre una petita pensión.
Durant el motí de 1857 el cap de la nissaga de Sial, que encara era Ismai Khan, va demostrar la seva lleialtat aixecant una força de cavalleria i servint en persona al bàndol britànic. Llavors va obtenir un petit jagir i un increment de la pensió.
El districte fou part de la divisió de Multan al Panjab britànic. La superfície era aleshores de 17228 km²
i és dividida en tres parts naturals: a l'est el Rechna Doab; al sud les terres del Chenab; i la resta. El 1904 es va dividir en el districte de Jhang i el de Lyallpur format pels seus territoris a l'est i sud. La població era:
- 1881: 390.703
- 1891: 432.549
- 1901: 1.002.656

Administrativament es dividia en sis tahsils: Jhang, Chiniot, Shorkot, Lyallpur, Samundri i Toba Tek Singh. La capital era Jhang i les municipalitats Jhang-Maghiana, Chiniot i Lyallpur; àrees notificades eren Ahmadpur, Shorkot i Gojra. L'1 de desembre de 1904 els tahsils de Lyallpur, Toba Tek Singh i Samundri, amb lleugeres modificacions de límits, van formar el districte de Lyallpur (rebatejat Faisalabad el 1977). El tahsil de Jhang tenia després d'un retocs el 1904 una superfície de 3.680 km² i una població el 1901 de 194.454 habitants. Jhang, la capital, tenia 24.382 habitants; el districte tenia 448 pobles.
Els musulmans eren el 68% de la població i els hindús el 24 per cent (sikhs el 7 per cent). El grup més important és el dels jats (231.000 o 23%) seguits dels rajputs (90.000); altres menors eren els arains, balutxis, khokhars, kambohs i sayyids. Les castes eren els arores, khattris, brahmans, julahas, kumhars, mochis, chamars, tarkhans, lobars, menials, chuhras, musallis, machhis, nais, dhobis, mirasis i fakirs.

## Arqueologia
Hi ha diversos punts d'excavació especialment al sud, on s'han trobat restes d'una antiga població; l'excavació principal a Shorkot va posar a la llum una muralla i gran peces de rajola. S'han trobat diverses monedes premusulmanes del període indoescita. El millor edifici del districte és el Shahi Masjid a Chiniot, construït al regnat de Shah Jahan.